# Pérignac (Charente-Maritime)
Pérignac település Franciaországban, Charente-Maritime megyében. Lakosainak száma 959 fő (2022. január 1.). Pérignac Ars, Bougneau, Brives-sur-Charente, Coulonges, Échebrune, Montils, Saint-Seurin-de-Palenne és Salignac-sur-Charente községekkel határos.

## Népesség
A település népességének változása:
| Lakosok száma | 907  | 867  | 964  | 972  | 992  | 1003 | 1017 | 1017 | 998  | 959  |
|               | 1968 | 1982 | 1990 | 2006 | 2013 | 2015 | 2017 | 2019 | 2020 | 2022 |